# شعبة الاشول الشمالي (عبس)
شعبة الاشول الشمالي هي إحدى قرى عزلة بني عضابي بمديرية عبس التابعة لمحافظة حجة، بلغ تعداد سكانها 136 نسمة حسب تعداد اليمن لعام 2004.